# Line Renaud
Line Renaud (Nieppe, 2 juli 1928), geboren als Jacqueline Enté, is een Franse zangeres, actrice en activiste. Ze speelde onder meer in de film Bienvenue chez les Ch'tis (2008).

## Filmografie (selectie)
- 1951 - Lis sont dans les vignes (geregisseerd door Robert Vernay)
- 1952 - Paris chante toujours (Pierre Montazel; muziek geschreven door Loulou Gasté)
- 1953 - La route du bonheur (Maurice Labro)
- 1955 - La Madelon (hiervoor kreeg Renaud de Prix du Prestige de la France)
- 1956 - Mademoiselle et son gang (Jean Boyer; muziek geschreven door Loulou Gasté)
- 1958 - L'Increvable and Mademoiselle et son flirt (Jean Boyer)
- 1988 - Marriage of Figaro (Roger Coggio)
- 1990 - Ripoux contre Ripoux (Claude Zidi)
- 1994 - J’ai pas sommeil (Claire Denis)
- 1995 - Sixieme classique (Bernard Stora)
- 1995 - Ma femme me quitte (Didier Kaminka)
- 1998 - Louise et les marchés (Marc Rivière)
- 1999 - Belle Maman (Gabriel Aghion)
- 2001 - Chaos (Coline Serreau)
- 2003 - 18 ans après (Coline Serreau)
- 2004 - Le Miroir de l'eau (Edwin Baily)
- 2004 - Menteur! Menteuse! (Henry Helman)
- 2005 - Le Courage d'aimer (Claude Lelouch)
- 2005 - Les Sœurs Robin
- 2005 - Les Rois maudits (Josée Dayan)
- 2006 - La Maison du Bonheur (met Dany Boon)
- 2008 - Bienvenue chez les Ch'tis (Dany Boon)
- 2008 - Le Silence de l'Epervier (Dominique Ladoge) 2022 - Une belle course
- 2021 - Une belle course (met Dany Boon)

## Oeuvre als zangeres
Dit is een lijst met door Renaud gezongen chansons. Haar grootste successen staan vetgedrukt.
- 100000 guitares
- 15 ans
- 7 cœurs
- À la claire fontaine
- Alles gluck dieser Welt
- Américaine ou Parisienne
- Amour d'été
- À Paris
- A pasapoga
- April in Portugal
- Au pays du Père Noël
- Au revoir
- Avec celui qu'on aime
- Avec des fleurs
- Bananas Island
- Berceuse de Noël
- Billboard de mon cœur
- Bleu lavande
- Bolero Balear
- Boni Banana
- Bonsoir mes souvenirs
- Buena sera
- Bye bye
- Ça fait du bien
- Casino de Paris
- Ce refrain d'autrefois
- Ces petites choses là
- C'est ça la revue!
- C'est fou
- C'est l'amour
- C'est là pour ça
- C'est pas l'heure
- C'est toi
- Chacun ses rêves
- Chante la joie
- Confession
- Copacabana (At the Copa)
- Cours, cours, regarde et vois
- C' qu'on est bien
- Danse ballerine danse
- Désirs de Paris
- Dis donc, dis donc
- Dis, oh! dis...
- Dixie Lady
- Django - inédit 2004
- Dream of a man
- Driving Wheels
- En dansant le Cha Cha Cha
- Étoile des neiges
- Étranger dans la nuit
- Gala night
- Gwendolina
- Hallelujah!
- Hier est passé
- Histoire d'une petite chanson
- Huckleberry finn
- Hully Gully
- Hurrah Nevada
- If
- Il n'était pas sentimental
- Il y a des anges
- Irma la Douce
- Itsi Bitsi, petit bikini
- J'aime la pluie
- J'ai toujours fait danser ma vie

- J'ai vu maman embrasser le Père Noël
- Jalousie
- Je crois que j'ai gagné
- Je ne sais pas
- Jérémy
- Je veux
- Juste la la la
- La cumparsita
- La goualante du pauvre Jean
- La Madelon
- La maison avec toi
- L'Amitié
- L'amour de ma vie
- La parade
- La petite amazone
- La poupée de porcelaine
- La Ronde
- La sera
- La solitude à deux
- La vie en rose
- Le bal aux Baléares
- Le boa
- Le chien dans la vitrine
- Le complet gris
- Le dimanche matin
- Le jupon de Lison
- Le monde où tu n'es pas
- Le plus beau jour de ma vie
- Le p'tit môme cupidon
- Les amoureux d'un jour
- Les enchaînés
- Les mots d'amour
- Les noces de Maria Chapdelaine
- Les plus jolies choses de la vie
- Le soir
- Le soleil de Paris
- Le soleil sur l'horizon
- Les souvenirs qu'on n'a pas eus
- Les souvenirs sont faits de ça
- L'étrange voyage
- Le trèfle à quatre feuilles
- L'homme qui voulait voler
- Loulou
- Luxembourg polka
- Ma cabane au Canada
- Mademoiselle from Armentières
- Mambo Bacan
- Mambo Boa
- Mambo Italiano
- Ma petite folie
- Mary-Anne
- Merci beaucoup
- Mi amor...Mi amor
- Mister Banjo
- Moi et Lui
- Mon bonheur
- Mon cœur au Portugal
- Mon faible cœur
- Mon magicien
- Mon mari est merveilleux
- Mon petit bonhomme de chemin
- Mon seul Amour –inédit 2004
- Moulin Rouge
- My body
- Ne reste que l'amour

- Nous deux
- On a toujours envie dans la vie
- Où est le mari?
- Où êtes–vous?
- Où et quand
- Où sont cachés les gens heureux
- Où vas-tu Basile?
- Pam pou dé
- Paradis retrouvé
- Partir
- Pionner
- Pour la bonne raison
- Pour toi (Feelings)
- Près de toi
- Printemps d'Alsace
- PS I Love You - Inédit
- Quand il pleuvra des roses
- Quand tu n'es pas là
- Quel coup au cœur
- Quelque part dans le monde
- Que sera sera
- Qu'est-ce que j'ai fait, dis-moi?
- Relaxez-vous
- Rio de Janeiro
- Rose de mai
- Santo Domingo
- Sexe
- S'il fallait que tout recommence avec toi
- Soleil dans la tête
- Son cœur est amoureux
- Sous le ciel de Paris
- Sous les toits de Paris
- Souviens-toi des nuits d'été
- Square dance
- St Louis Blues
- Tango bleu
- Tango de l'éléphant
- Tes yeux bleus
- Tilt
- Time is money
- Tire l'aiguille
- Tom Dooley
- Ton mariage
- Tous les soldats du monde
- Trop beau
- Trop tard
- Trudie
- Tweedlee Dee
- Two sleepy people
- Une poussière dans le cœur (Can't take my eyes off you)
- Un homme
- Un jour je reverrai Paris
- Un jour tu me dis
- Un jour tu me reviendras
- Un jour tu verras
- Un violon chante
- Vacances en Italie
- Vaya con dios
- Viva Cuba
- Vive l'amour
- Vivre tout simplement
- Vous qui passez sans me voir
- Wedding Ding Dong
- When the saints go marching in

- Bibsys: 4111802
- Biblioteca Nacional de España: XX1018094
- Bibliothèque nationale de France: cb12118427w (data)
- Gemeinsame Normdatei: 119039265
- International Standard Name Identifier: 0000 0003 6846 4963
- Library of Congress Control Number: n91108151
- Nationale Bibliotheek van Letland: 000337453
- MusicBrainz: 8910064e-1810-42dc-90ba-bdab48cd9326
- Nationale bibliotheek van Australië: 35742005
- Nationale Bibliotheek van Israël: 987007344984905171
- Nationale Bibliotheek van Polen: a0000002682776
- SNAC: w6qz2xm0
- Système universitaire de documentation: 029590787
- Trove: 1066590
- Virtual International Authority File: 79062859
- WorldCat: E39PBJgCMvpypMTBftk4kb7WDq